# Podarcis muralis
A Podarcis muralis ou lagartixa-dos-muros é uma espécie de lagarto com uma larga distribuição pelo centro da Europa, incluindo o centro de Espanha, sul da Bélgica e dos Países Baixos. Há ainda populações bem consolidadas, depois de introduzidas no sul da Inglaterra e na América do Norte, onde é também conhecido por Lagarto dos muros Europeu. Pode crescer até cerca de 20 centímetros de comprimento, tendo a cauda cerca de duas vezes o comprimento do corpo. Tem um peso médio de 7 gramas e vive cerca de 8 anos. Alimenta-se de insetos e com agilidade pode saltar e apanhá-los no ar. A cauda pode ser facilmente descartada, confundindo os predadores continuando a retorcer-se já separada do corpo. Tal ocorre também no acasalamento quando o macho sujeita a fêmea. Volta então a crescer normalmente. O acasalamento ocorre logo após a hibernação (normalmente em meados de Março) depositando a fêmea após um mês, entre 3 a 11 ovos enterrados ou em fendas rochosas.

## Identificação
A comum Lagartixa dos muros é um lagarto pequeno e esguio, cujas pequenas escamas apresentam padrões e cores muito variados. A coloração é geralmente acastanhada ou cinza, podendo ocasionalmente ser tingida de verde. Alguns indivíduos apresentam linhas de pontos ao longo do dorso, enquanto outros exibem padrões reticulados de pontos negros do lado e pontos dispersos brancos e azuis na região dos ombros. A cauda pode ser de tom castanho, cinza ou ferrugem, podendo apresentar barras ligeiras nos lados. A região do ventre possui 6 fileiras de grandes escalas rectangulares que são geralmente avermelhadas, rosa ou alaranjadas. O lagarto dos muros comum também pode apresentar manchas escuras na garganta.

## Habitat
A lagartixa comum prefere ambientes rochosos, incluindo áreas urbanas, onde pode fugir por entre as rochas, detritos, escombros e edifícios.

## Distribuição
Larga distribuição na Europa circum-mediterrânica, limitada a norte pela costa francesa e belga do canal da Mancha até à foz do Reno. Encontram-se as suas populações mais setentrionais na floresta da Boémia, nos Sudetas, Besquides e Cárpatos, até à costa da Roménia e Mar Negro. A sul, a área de distribuição estende-se na Península Ibérica até à cordilheira Cantábrica, tendo, dos Pirenéus ao Mar Negro, a costa mediterrânica da Europa continental como fronteira. Há ainda populações bem consolidadas, depois de introduzidas na América do Norte, onde é também conhecido por Lagarto dos muros Europeu

### América do Norte

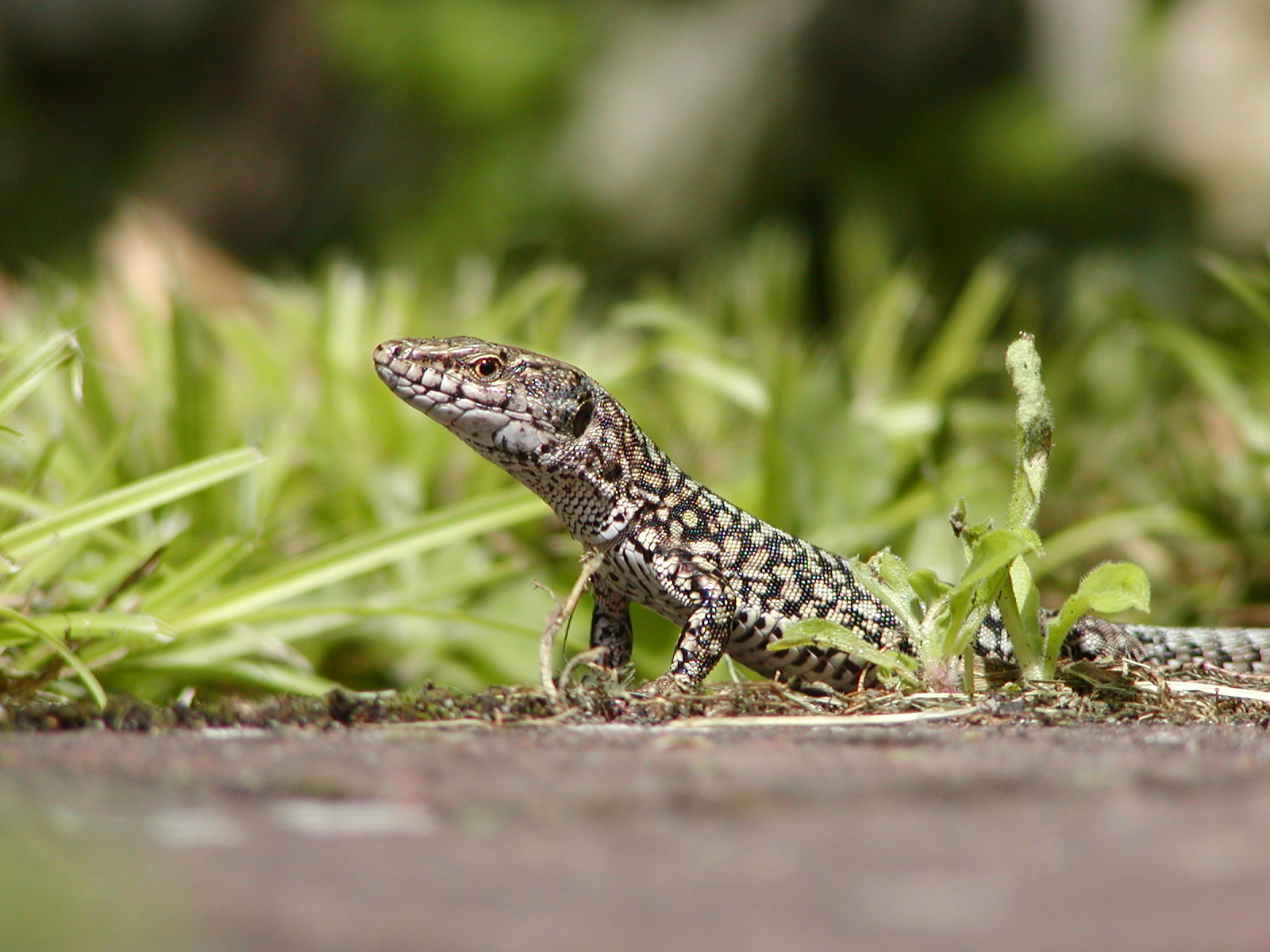
Podarcis muralis

Podarcis muralis foi introduzido nos Estados Unidos da América distribuindo-se através de Kentucky do Norte/Cincinnati, Ohio. Observa-se normalmente vivendo em afloramentos calcários, paredes de pedra e entulho ao longo da bacia do rio Ohio e das 7 colinas em volta.
É apelidado na área de Cincinnati/Northern Kentucky de "Lagarto de Lázaro", tal como foi introduzido no local cerca de 1950 por George Rau, um rapaz pertencente à família proprietária da secção de Lázaro de uma cadeia de lojas (depois absorvidas pela Macy's). Após regressar de umas férias de família no Norte de Itália, terá libertado cerca de 10 repteis perto da residência em Cincinnati. Reproduziu-se desde então exponencialmente no sudoeste de Ohio, a ponto de ser tomado actualmente como espécie nativa (apesar de introduzida) pelo Departamento de Recursos Naturais de Ohio passando a ser protegida por lei.
A Lagartixa dos muros europeia foi também introduzida na Ilha de Vancouver, Columbia Britânica, Canada em 1970 quando algumas dúzias de indivíduos foram colocados em liberdade por um pequeno jardim zoológico privado.